# Nicolas Marie Thérèse Jolyclerc
Nicolas Marie Thérèse Jolyclerc (1746, Lyon - 1817) fue un religioso, escritor, briólogo, y botánico francés .
Ingresó a los catorce años en la orden de los Benedictinos. Apasionado por la botánica, sin abandonar el convento, utilizaba los muros para herborizar), y aprovechó de la biblioteca para estudiar todos los libros de plantas.
Al momento de la Revolución, con la secularización de los conventos, salió de la Iglesia y se convirtió en profesor de historia natural en Tulle, y luego en Beauvais. Se dice que, después de haber explicado el papel de la flor en la reproducción vegetal, a una audiencia de niñas jóvenes, provocó la ira de los padres, consiguiendo se le prohibiera enseñar.
Fue autor de : Apologie des prêtres mariés, ou Abus du célibat prouvé aux prêtres catholiques par l'Évangile, par la raison et par les faits (París, 1797), Principes de la philosophie du botaniste, ou Dictionnaire interprète et raisonné des principaux préceptes et des termes que la botanique, la médecine, la physique, la chimie et l'agriculture ont consacrés à l'étude... des plantes (París, 1797), Phytologie universelle, ou Histoire naturelle et méthodique des plantes... (cinco vols. París, 1798), Histoire naturelle, générale et particulière des plantes: ouvr. faisant suite aux oeuvres de Buffon... (con Charles Francois Brisseau-Mirbel. París, 1801), Cours de minéralogie... (París, 1802), Dictionnaire raisonné et abrégé d'histoire naturelle (París, 1807).
También con una nueva edición de Éléments de botanique de Joseph Pitton de Tournefort (1656-1708) en 1797, fue el primer traductor del Système sexuel des végétaux del genial Linneo (1707-1778) en 1798 (reeditado en 1810); y de la Cryptogamie complète todos de Linneo.